# Monolofozaur

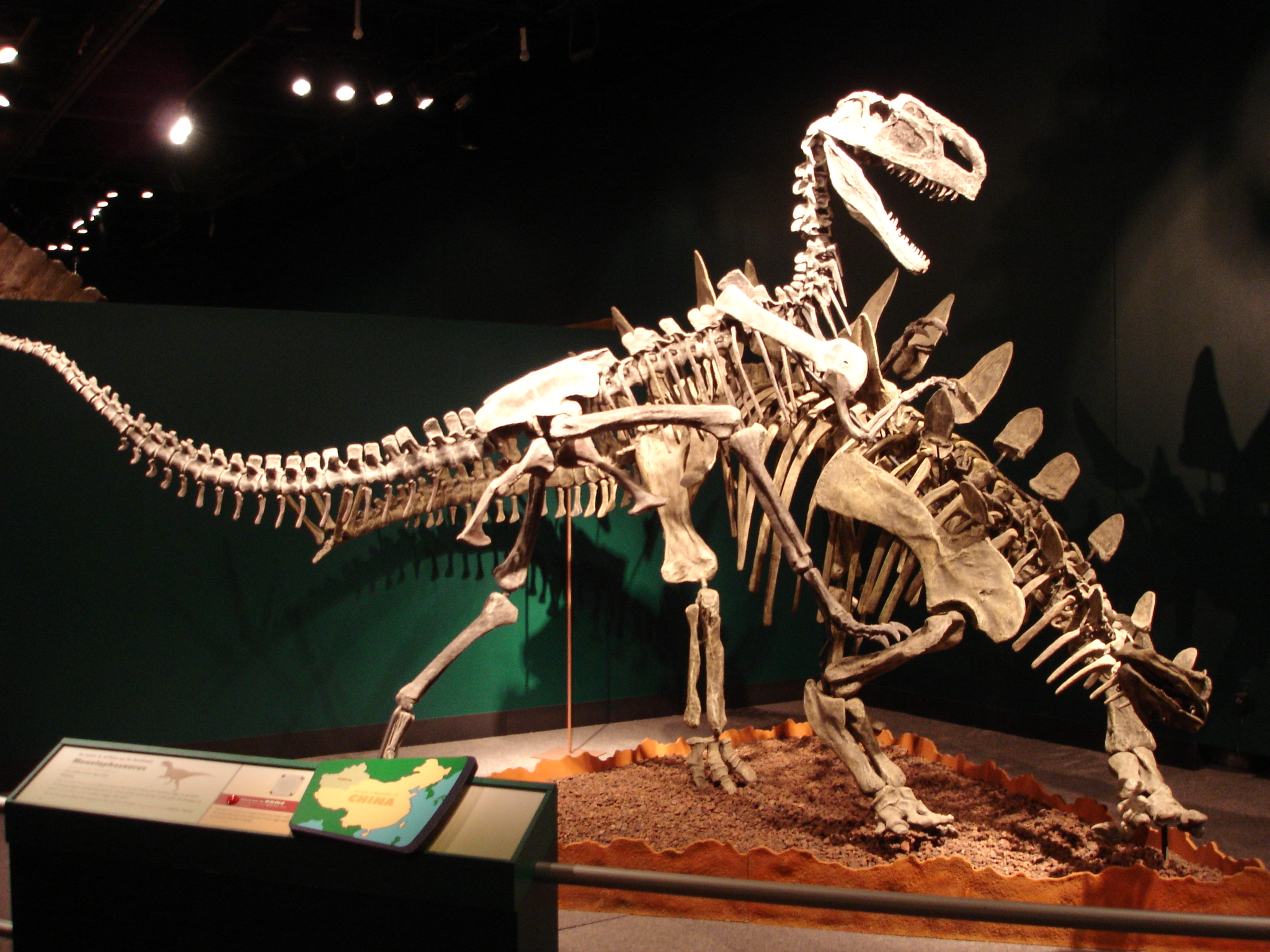
Monolofozaur atakuje tuodziangozaura

Monolofozaur (Monolophosaurus) to niewielki późnojurajski teropod, którego nazwa oznacza „jaszczur z jednym grzebieniem”. Żył on ok. 170 mln lat temu w Chinach. Mógł osiągać 5,71 m długości, 1,8 m wysokości i 700 kg wagi. Posiadał niewielki grzebień na czaszce (stąd nazwa). Osady w których został pochowany zdradzają obecność wody, co może świadczyć, że monolofozaur żył na brzegu jeziora lub oceanu. Jego klasyfikacja jest niepewna.

## Materiał kopalny
Szczątki monolofozaura odkryto w 1984 w pochodzących batonu-keloweju osadach formacji Wucaiwan w Chinach. Składają się z prawie kompletnego szkieletu oznaczonego jako (IVPP 84019). Zawiera on czaszkę z żuchwą (570 mm), osi (61,8 mm), trzeciego kręgu szyjnego (67,1 mm), czwartego kręgu szyjnego (69,3 mm), piątego kręgu szyjnego (70.6 mm), szóstego kręgu szyjnego (69,6 mm), siódmego kręgu szyjnego (67,8 mm), ósmego kręgu szyjnego (72,3 mm), dziewiątego kręgu szyjnego (68,4 mm), dziesiątego kręgu szyjnego (67,3 mm), większość żeber szyjnych, pierwszego kręgu grzbietowego (60 mm), drugiego kręgu grzbietowego (60,6 mm), trzeciego kręgu grzbietowego (60,9 mm), czwartego kręgu grzbietowego (65,5 mm), piątego kręgu grzbietowego (70 mm), szóstego kręgu grzbietowego (71,2 mm), siódmego grzbietowy kręg (74 mm), ósmego kręgu grzbietowego (79,6 mm), dziewiątego kręgu grzbietowego (79,5 mm), dziesiątego kręgu grzbietowego (78,8 mm), jedenastego kręgu grzbietowego (80,9 mm), dwunastego kręgu grzbietowego (81,5 mm), trzynastego kręgu grzbietowego (79,8 mm), żebra grzbietowego 1 - 13, kości krzyżowej (367,2 mm), pierwszego kręgu krzyżowego (82,8 mm), drugiego kręgu krzyżowego, (75,4 mm), trzeciego kręgu krzyżowego (67,4 mm), czwartego kręgu krzyżowego (69,5 mm), piątego kręgu krzyżowego (72,1 mm), pierwszego kręgu ogonowego (78 mm), drugiego kręgu ogonowego (76,1 mm), trzeciego kręgu ogonowego (74,2 mm), czwartego kręgu ogonowego (74,9 mm), piątego kręgu ogonowego (78,7 mm), szóstego kręgu ogonowego (78,5 mm), kości biodrowej (498 mm), kości łonowej (495 mm), kości kulszowych (390 mm).

## Klasyfikacja
Formalny opis Monolophosaurus jiangi został wydany przez Curriego i Zhao w 1994. Przed jego publikacją został określony w prasie w 1987 jako „Jiangjunmiaosaurus”. Dong w 1992 określił go jako „Monolophosaurus jiangjunmiaoi”, a Grady rok później jako „Monolophosaurus dongi”. Jednak M. jiangi nie został formalnie opisany pod żadną z tych trzech wymienionych nazw i są jego nieużywanymi synonimami. Zhao i Currie w opisie monolofozaura uznali go za bazalnego tetanura, lecz zasugerowali też, że może być on bazalnym allozaurem. Sereno i inni (1994) zaklasyfikowali go do rodziny Allosauridae, ale wiele innych autorów (Holtz, 1996; Holtz, 2000; Holtz i inni, 2004; Novas i inni, 2005; Yates, 2005) uważają go za bazalnego karnozaura. Holtz (1995) uznał monolofozaura za takson siostrzany dla aweteropodów. Carr (2006) uważa go za karnozaura, będącego kladem siostrzanym dla guanlonga, uważanego najczęściej za bazalnego tyranozauroida. Z analiz Bensona, Carrano i Brusatte (2010) oraz Bensona (2010) wynika, że Monolophosaurus był bazalnym przedstawicielem Megalosauroidea nienależącym do rodzin Megalosauridae, Spinosauridae ani Piatnitzkysauridae. Wreszcie z analizy Carrano, Bensona i Sampsona (2012) wynika, że Monolophosaurus był jednym z najbardziej bazalnych znanych tetanurów, nienależącym do Orionides (kladu obejmującego megalozauroidy, Avetheropoda, ich ostatniego wspólnego przodka i wszystkich jego potomków). Autorzy zastrzegli jednak, że wystarczy wydłużenie drzewa filogenetycznego o zaledwie jeden stopień w stosunku do najbardziej parsymonicznego aby uzyskać drzewo, na którym Monolophosaurus jest bazalnym megalozauroidem. Tak więc klasyfikacja tego teropoda nie jest do końca jasna.